# Георги Саманджиев
Георги Иванов Саманджиев е български просветен деец и революционер от Вътрешната македоно-одринска революционна организация.

## Биография
Георги Саманджиев е роден на 3 март 1870 година в Мустафа паша, тогава в Османската империя. Учи в родния си град, а после завършва четвърти клас в Одринската гимназия, в 1894 година педагогическите курсове на Солунската българска мъжка гимназия, а в 1896 година Кралското педагогическо училище (препарандия) в Загреб. Завръща се и става учител и директор на българските училища в родния си град. В 1896 - 1897 година е учител в Сярското българско педагогическо училище. В 1899/1900 и в 1907/1908 година преподава в Солунската българска девическа гимназия.
Става деец на ВМОРО. В 1903 година е арестува от властите след Солунските атентати. В 1906 година отново е арестуван по Мацановата афера. В 1912 година се мести в Одринската българска девическа гимназия. Автор е на много от учебниците за основните училища на Екзархията, някои забранени, както и на ръководства на учителите по различни предмети, издавани в Солун и печатани в Солун, Пловдив и Варна. При избухването на Балканската война в 1912 година е заточен в Мала Азия. Работи като учител в Белослатинската смесена гимназия. По-късно е шеф на сиропиталището за сираци от войните в Свиленград. Умира след 1939 година, вероятно в родния си Свиленград.